# Каракулев, Владимир Васильевич
Владимир Васильевич Каракулев (1951—2015) — советский и российский учёный в области сельскохозяйственных наук и организатор высшей школы, ректор Оренбургского государственного аграрного университета (с 2009 года), заслуженный работник сельского хозяйства Российской Федерации (1994).

## Биография
Родился 12 ноября 1951 года в селе Сергиевка Первомайского района Оренбургской области. Рос и воспитывался в семье сельских тружеников.
В 1974 году — окончил агрономический факультет Оренбургского сельскохозяйственного института, после чего работал агрономом-семеноводом отдела семеноводства в учебно-опытном хозяйстве Оренбургского СХИ.
В 1977 году — начал научно-педагогическую деятельность ассистентом кафедры общего земледелия Оренбургского СХИ.
В 1981 году — защитил кандидатскую диссертацию, был назначен на должность заместителя декана агрономического факультета.
С 1995 года — профессор кафедры общего земледелия Оренбургского государственного аграрного университета.
С 1986 по 1999 годы — декан агрономического факультета.
В 1997 году защитил докторскую диссертацию, тема: «Агроэкологические аспекты комплексной химизации степной зоны Южного Урала».
С 1999 по 2009 годы — проректор по учебной работе, в апреле 2009 года назначен и. о. ректора, с декабря 2009 года — ректор Оренбургского государственного аграрного университета.
Автор более 150 научных работ.
Умер 6 ноября 2015 года. Похоронен на кладбище Плутон в Оренбургском районе.

## Награды
- Заслуженный деятель науки Российской Федерации (3 октября 1994) — за достигнутые трудовые успехи и многолетнюю работу в Оренбургской государственной сельскохозяйственной академии
- Почётный работник высшего профессионального образования Российской Федерации (2000)
- Медаль «За вклад в развитие агропромышленного комплекса» II степени (2007)
- Серебряная медаль и диплом второй степени Международной агропромышленной выставки «Золотая осень — 2014» — за разработку влагоэнергосберегающих технологий возделывания бахчевых и пропашных культур в условиях Оренбургской области[1]